# デシケーター

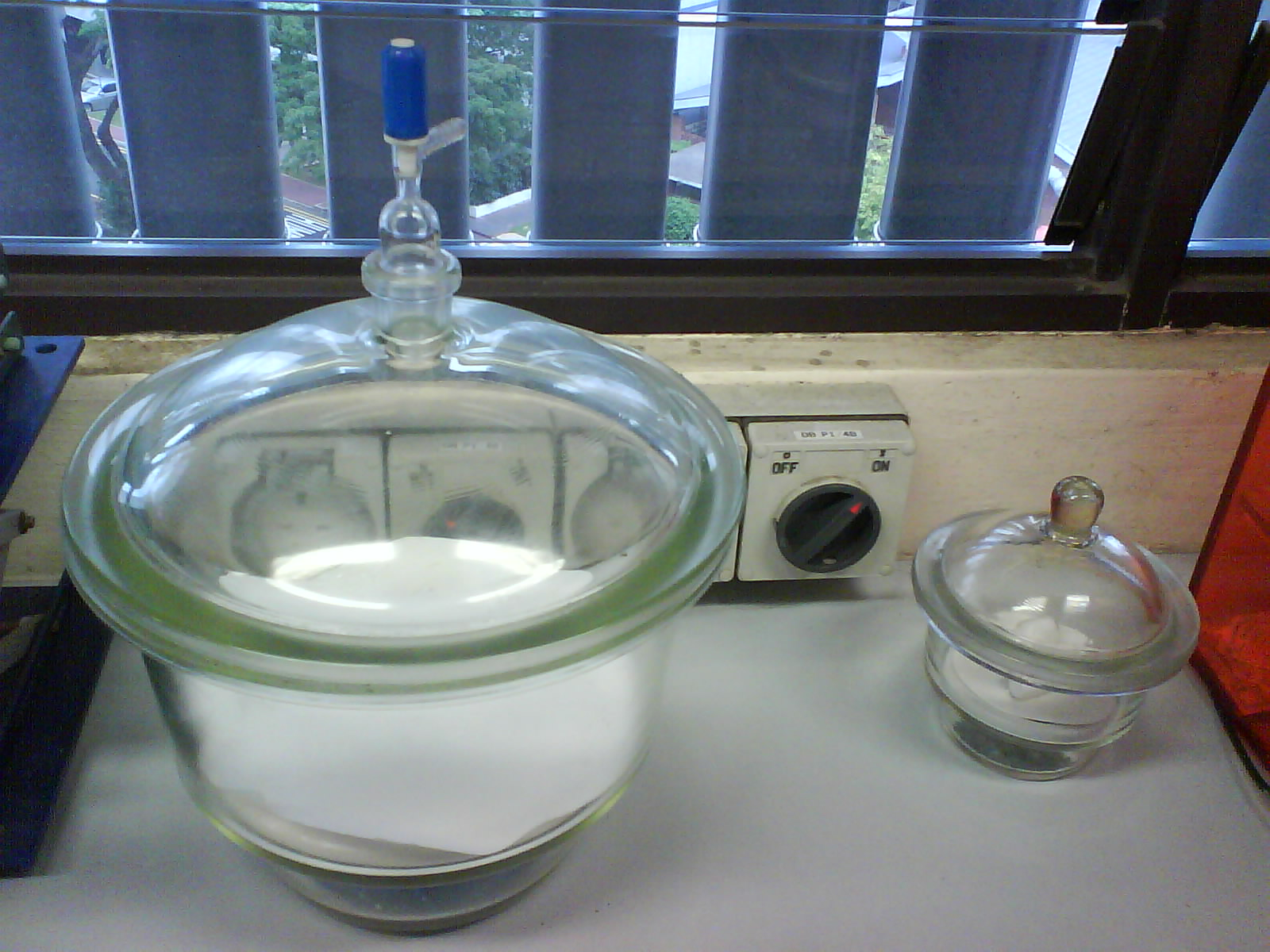
ガラス製デシケーター。左は真空デシケーター・右は小型のデシケーター。乾燥剤には青色着色シリカゲルを使用している

デシケーター (desiccator) とは、湿気を嫌う物を乾燥状態において保管するために用いる容器。防湿庫、デシケータとも呼ばれる。
また、真空ポンプと組み合わせ、型取り用シリコーンゴムや湯となる合成樹脂の脱泡にも用いられる。

## 構造
画像にあるドーム状の構造をしたものは、一般に以下のような構造をもつ。
フタドーム上のフタと、開け閉め用の突起をもつ。減圧やガス置換を行うものではガス流入制御用のコックをもつ（一部、本体側にコックを持つものもある）。本体との接合部はスリガラスか、Oリングをセットする溝となっている。スリガラスの場合には密閉のためグリースなどを塗布することがある。
本体くびれをもった容器で、くびれ部分に中フタを載せる。中フタには乾燥物を載せ、中フタより下のスペースには各種の乾燥剤を入れる。フタとの接合部はスリガラスか、Oリングをセットする溝となっている。

### 素材
実験用のドーム型のものはガラス製が一般的である。簡易的なものにはポリカーボネート製のものなどもある。
レンズ製品の防湿に用いられる簡易的なものは、ポリプロピレン製で接合部の密封にOリングなどが用いられる。

## 用途
デシケーターの主な用途は以下のとおりである。
- 除湿・乾燥を目的とする場合。外気と遮断し、乾燥状態を維持したい場合に用いる。乾燥剤はシリカゲルが一般的である（吸湿したものを加熱処理することにより再生利用が可能）が、更に高度な乾燥を必要とする場合、塩化カルシウム・濃硫酸・五酸化二リン・ソーダ石灰なども使う。各乾燥剤の適用範囲については乾燥の項目を参照。乾燥力は乾燥剤の吸着や化学変化を利用するため、負荷量はさほど大きくない。極端に湿った試料はあらかじめ通風乾燥などを行ったのち、デシケーター内で乾燥させる。
  - 潮解性を示す試料などを保管する場合
  - カビなどの繁殖を抑えたい場合
  - 乾燥減量、強熱残分試験などの容器、試料を恒温にする場合
- 加湿・恒湿を目的とする場合。 一定の湿度を保つ性質を持つ加湿剤を入れることで、器内の湿度を一定にする。結晶水をもつ化合物の他、水分平衡を求められる試料などの場合に用いる。

### 写真用レンズなど光学製品
写真レンズなどの光学製品は、カビが生える事による性能劣化が顕著であるため、デシケーターでの保管が原則となる。少量の場合には、食品用密閉容器などに写真用品店で売られている防カビ用除湿剤などを入れて保管するが、量が多い場合には、写真用品店などで売られているカメラ用の防湿庫を用いる。ただし、レンズに生えるカビの中には乾燥条件下でも繁殖できるカビもあるため万全とはいえない。
簡易的なものでは、シーリングが行われたプラスチックケースに乾燥剤・防カビ剤を入れたものが用いられる。大型のものでは密閉式の扉をもつキャビネットで、電動式の除湿装置を備えたものがある。

## 乾燥方法・種類
乾燥剤タイプ密閉できる容器に、保管したいものとシリカゲルなどの乾燥剤をいっしょにしまっておくタイプ。比較的小容量ですむ場合は最も簡単。保存が長期にわたる場合には、定期的に乾燥剤を交換する必要がある。容器に仕切りを設け、仕切りの底部に吸湿性の高い薬剤（濃硫酸等）を満たして乾燥するタイプは、化学の分野で古くから使われている。
除湿機タイプ密閉できる容器に除湿機を取り付けたもの。比較的大容量が必要で、それほど厳密に除湿する必要がない用途に向く。電源の供給が必要。
ガス置換タイプ窒素や希ガスなどの不活性ガスによって空気を置換するタイプ。湿度を特に嫌うものや、酸素も同時にシャットアウトしたい場合に向く。比較的小容量な物が多い。一般に電源は必要ないが、ガスボンベ等が必要。
真空タイプ容器の中の空気を抜いて真空にして真空チャンバーとして使用するタイプ（真空デシケーター）。湿度とともに酸素も取り除きたい場合などに有効。除湿の性能は容器の密閉度と使う真空ポンプによる。ガス置換タイプに対して大掛かりなわりに、除湿の性能は低い場合が多いが、適当な不活性ガスがない場合などにはこの方法をとる。また、小規模なフリーズドライに用いることもある。当然ながら真空ポンプを動かすための動力が必要。通常は、保管しているあいだは真空を引き続ける必要がある。ただし、低真空でも良い場合には、一旦真空を引いてから栓を締めるというような運用でよい場合もある。保管したいものが気圧の変動に対して安定である必要があり、蒸発しやすいものなどの場合には使えない。フタにゴム栓を介してコックが取り付けられているものが一般的である。容器は減圧に伴う応力に耐えるため、肉厚を増しておくなどの対策がとられる。

## フタが開かなくなったときの対処
吸湿・減圧などによってデシケータのフタが開かなくなり、中身が取り出せなくなることがある。最悪はハンマーなどで破砕して中身を取り出すことになるが、望ましいことではないので次のような対処を行う。
- フタを横から木槌などで根気よく叩く
- 接合部に浸透性の高い機械油などをスプレーする
- デシケーター全体を徐々に加熱して内圧を上げる
- お湯をかけ続け、内圧を上げる